# パトリク・イェジェク
パトリク・イェジェク（Patrik Ježek, 1976年12月28日 - ）はチェコ、プルゼニ出身の元サッカー選手。現役時代のポジションはミッドフィールダーで、主にサイドハーフやトップ下などを務める。

## 経歴
生まれ故郷のプルゼニをホームタウンとするFCヴィクトリア・プルゼニでプロデビューを果たす。22歳でオーストリア・ブンデスリーガのFCチロル・インスブルックへ移籍。2シーズンで公式戦66試合に出場、11得点を記録し同リーグでの優勝に貢献する。
一時的に同リーグのFKアウストリア・ウィーンに移籍するものの、1年後には再びFCチロル・インスブルックに復帰、本人にとって2度目となるオーストリア・ブンデスリーガでの優勝を果たした。
2002年以降、ドイツのカールスルーエSCやチェコの名門ACスパルタ・プラハでプレーするものの、2004年には再びオーストリア・ブンデスリーガに復帰。当時同リーグに属していたSVパッシングでプレー。
2005年夏に就任し、FCチロル・インスブルックでの監督だったクルト・ヤーラに誘われ、同リーグの強豪レッドブル・ザルツブルクへ移籍。オーストリア・ブンデスリーガでの優勝などに貢献したほか、UEFAチャンピオンズリーグ予選やUEFAカップ本大会での出場を果たす。
ドイツ語圏での暮らしが長いこともあり、旧東ヨーロッパ出身の選手としてはとても流暢なドイツ語を話す。
愛されるキャラクターと優れた個人技を土台としたプレースタイルで、オーストリアで最も人気のあるサッカー選手の一人。

## 所属クラブ
- FCヴィクトリア・プルゼニ 1994-1998
- FCチロル・インスブルック 1998-2000
- FKアウストリア・ウィーン 2000-2001
- FCチロル・インスブルック 2001-2002
- カールスルーエSC 2002-2003
- ACスパルタ・プラハ 2003-2004
- SVパッシング 2004-2005
- レッドブル・ザルツブルク 2005-2009
- FCアドミラ・ヴァッカー・メードリング 2010-2013

## タイトル
- オーストリア・ブンデスリーガ優勝4回　（2000、2002、2007,2009）
- ガンブリヌス・リーガ優勝1回 （2003）